# إليسا لوسيندا
إليسا لوسيندا (بالإنجليزية: Elisa Lucinda) (2 فبراير 1958، كارياسيكا في البرازيل)؛ مغنية، كاتِبة، ممثلة، صحفية وشاعرة برازيلية.

## روابط خارجية
- إليسا لوسيندا على موقع IMDb (الإنجليزية)
- إليسا لوسيندا على موقع قاعدة بيانات الفيلم (الإنجليزية)